# 広瀬和生
広瀬 和生（ひろせ かずお、1960年5月1日  - ）は、日本の雑誌編集者・音楽評論家、落語評論家、プロデューサー。
音楽雑誌BURRN!の2代目編集長である。

## 来歴
- 埼玉県所沢市生まれ。埼玉県立川越高等学校卒[1]、東京大学工学部都市工学科卒。1987年、ビクターからシンコー・ミュージックBURRN!編集部に移籍、1994年1月号より編集長に就任。

## 人物
- 基本的に誌名の由来ともなったディープ・パープルやレインボー、イングヴェイ・マルムスティーンといったバンドや、彼らに影響を受けた日本のバンドたち（ダブル・ディーラー、ゴールドブリック等）を積極的に応援している。特にレインボーへの心酔ぶりは有名で、バンドの来歴を細かなエピソードに至るまで時系列的に研究している。
- 概して、独自の地位を築いたバンドは受け入れる傾向にあり、例えばボン・ジョヴィやモトリー・クルー、メタリカなどに対しては好意的である。
- 模倣的、あるいは没個性的であることに敏感で、そうした傾向を持つ作品やバンドには冷淡である。アルバムレビューなどではっきり指摘することも少なくない。したがって編集長に就任後、グランジやガレージロック、メタルコアといった新興のムーブメントに対しては一貫して冷ややかな視線を送っている。また、落語評論家としても、落語芸術協会所属の落語家には概して冷淡な傾向がある（評価対象として取り上げることが少ない）。
- インタビュアーとしては特定のアーティスト（イングヴェイ・マルムスティーン等）が相手である場合を除き、妥協せず踏み込んだ質問をするタイプであり、MR. BIG（当時）のビリー・シーン、クイーンズライクのジェフ・テイトなど、数々のミュージシャンたちの気分を害した。特にドリーム・シアターに加入して日が浅いながら高い評価を受けていたジェイムズ・ラブリエに対して「貴方は雇われヴォーカリストであるという見方もある」という趣旨の質問をしたことは、後にラブリエが同誌の他のインタビューで蒸し返すなどして物議を醸した。ストラトヴァリウスのアルバム「ヴィジョンズ」に厳しい評価を下した際、ティモ・トルキがアルバムを不当にこき下ろされたと激怒し、怒りを表した文章をファックスで編集部に送り付けた。レビューを曲解して(特にハロウィンやイングヴェイ・マルムスティーンらの模倣が露骨、という点を感情的に誇張し)フィンランド語に訳したティモ側の関係者が原因。ティモの抗議ファックスはほぼ全文日本語に訳されコラムで公開された。後にティモ側が謝罪し編集部と和解に至る。
- 一時期、LOUDNESSを批判していた時期があり、1994年のBURRN!3月号にでマイク・ヴェセーラがイングヴェイのバンドに加入した際に「二井原実の後任としてLOUDNESSに在籍していたとうマイクの経歴は、僕達日本のリスナーにとっては、決してプラスには作用しない。むしろ、日本人とプレイしたことでシンガーとしての格が下がったような印象さえ抱く人が多いはずだ。」などと発言を残したことがある[2]。しかし、ヴェセーラは1999年の広瀬によるインタビューで「世界の殆どの地域では、LOUDNESSにいたことの方が、イングヴェイのバンドにいたことよりもプラスになっているんだ。」とLOUDNESSとイングヴェイのおかげでキャリアを前進させる助けになったと感謝の意を表している[3]。
- BURRN!の前編集長である酒井康がDJを務めるラジオ番組『Heavy Metal Syndicate』に2005年末までゲストDJとして出演していた。
- 「音楽生活」第3号「特集、さよなら音楽雑誌」のアンケート記事によると、2ちゃんねるなどの匿名掲示板に強い不快感を持っており、匿名掲示板利用者を「インターネットで王様になってる人達」と批判した。
- 「音楽に限らず好きなものをピンポイントで愛好する性格なので色々なものがごった煮になっているロック・フェスティバルみたいなものは肌に合わない」と語っている。
- アニメ好きでもある。特に『うる星やつら』の大ファン。
- 2013年に起きた酒井康との雑誌の方向性を巡る意見の食い違いによる「喧嘩別れ」の遺恨を2021年時点まで抱き続けており、1985年に『聖飢魔II〜悪魔が来たりてヘヴィメタる』に0点を付けた酒井への当てつけに、聖飢魔IIの2020年12月19日のライヴに飛び入りし、酒井のレビューに対し「無礼」、「雑誌の黒歴史」と否定しバンドに「謝罪」を行った[4]。翌2021年のBURRN!3月号では聖飢魔IIを表紙にし大々的に特集を組んだ[5]。
- 長髪にしているのはロックに由来するスタイルではなく、子どもの頃好きだったフォーク歌手や学園ドラマの熱血教師の影響と本人は語っている。高校や就職先も長髪を許可してくれることを基準に選んだ[6]。なお、長髪をゴムなどでまとめるのは拒否している。

## 落語
- 無類の落語好きであり、BURRN!のコラムや編集後記でも度々話題として取り上げていたが、2008年頃からは落語関係の著作の出版が相次ぎ、音楽業界を超えて広く名を知られるようになった。
- 「新ニッポンの話芸」をはじめ落語会のプロデューサーとしても活躍している[7]。
- 近年は「落語評論家」という肩書でテレビに登場することも多く、音楽雑誌の編集長としてのみ知っている層と、世間が一般的に抱く「落語評論家」のイメージとはかけ離れた姿（茶髪のロングヘアにボタンシャツなど）とのギャップに、驚かれることも多い[6][8]。
- 2019年、主催者の不祥事で中止となった学生落語選手権てんしき杯（広瀬は審査員を務めていた）の代替イベントとして８月に静岡県島田市の金谷夢づくり会館で開かれた「広瀬杯」の審査委員長となった[9]。

## メディア出演

### テレビ
- NHK新人落語大賞審査員（2021年11月、2023年11月、NHK総合）

### ラジオ
- Heavy Metal Syndicate（2005年末まで）
- 広瀬和生の海賊ラジオ寄席（アプリラジオ「大野勢太郎の海賊ラジオ」内）
- 広瀬和生のBURRN! 楽屋話（FMつしま、2024年4月13日～）

## 新ニッポンの話芸 ポッドキャスト
- 東京都世田谷区の成城ホールや北沢タウンホールにおいて、広瀬がプロデュースする落語会「新ニッポンの話芸」がスタート[7][注 2]。立川こしら、三遊亭萬橘、鈴々舎馬るこという3人の個性的な若手落語家がメンバーの中心であるが、ゲストも参加している[7]。この落語会の宣伝のため、この落語会の裏話や落語の魅力などについて参加メンバーと広瀬で語ったものをまとめ、「新ニッポンの話芸 ポッドキャスト」として2012年7月より毎週金曜日に定期的に配信している[10]。落語家3人は必ず全員が参加するわけではなく、スケジュールなどで登場できないメンバーがいる時には、広瀬＋1-2人でのトークとなっている。

当初はタイトル通りポッドキャストのみの配信であったが、トーク内容に人気が出てアクセスが集中、聴取しづらくなったため、途中からYouTubeでも同時に更新・配信するようになった。現在では、第1回からさかのぼってYouTube、Spotifyでも聴くことができるようになっている。2024年4月から、コミュニティFM局「FMつしま」でも毎週一回配信されている。

### レギュラーメンバー
- 立川こしら（2014年6月-12月の休業中は出演せず）
- 鈴々舎馬るこ
- 広瀬和生

### 準レギュラーメンバー
- 立川かしめ
- 柳亭信楽

### 元レギュラーメンバー
- 三遊亭萬橘（4代目）（2012年7月～2022年7月より不定期出演・落語会不出演、2023年8月で卒業）降板後もyoutubeサムネイルには登場している。youtube解説ページでは「殿堂入り中」と記載。

## 著書

### 単行本
- 『この落語家を聴け! いま、観ておきたい噺家51人』（2008年 アスペクト）のち集英社文庫
- 『この落語家に訊け! いま、噺家が語る新しい落語のかたち』（2010年 アスペクト）
- 『現代落語の基礎知識』（2010年 集英社）
- 『この落語家をよろしく――いま聴きたい噺家イラスト＆ガイド2010』（講談社 2010年）
- 『落語評論はなぜ役に立たないのか』（光文社新書 2011年）
- 『落語手帳』（2012年 東京書籍）ISBN 978-4487806591　[注 3]
- 『噺家のはなし』（小学館 2012年）ISBN 978-4093882514
- 『談志の十八番: 必聴! 名演・名盤ガイド 』（2013年 光文社）ISBN 978-4334037734
- 『なぜ「小三治」の落語は面白いのか?』 （2014年 講談社） ISBN 978-4062190428
- 『柳家三三、春風亭一之輔、桃月庵白酒、三遊亭兼好、三遊亭白鳥 「落語家」という生き方』（2015年 講談社）[11] ISBN 978-4062197960
- 『僕らの落語: 本音を語る! 噺家×噺家の対談集』（2016年 淡交社）
- 『噺は生きている 名作落語進化論』（2017年 毎日新聞出版）ISBN 978-4620324593
- 『21世紀落語史 すべては志ん朝の死から始まった』[12]（2020年、光文社新書） ISBN 9784334044558
- 『噺は生きている ――「古典落語」進化論』 （2021年1月、ちくま文庫） ISBN 978-4480437136
- 『生らくごのススメ! 東京版』 橘蓮二（写真） （2021年、小学館） ISBN 978-4778035631
- 『小三治の落語』 （2022年4月、講談社学術文庫） ISBN 978-4065274545
- 『落語の目利き』 三遊亭兼好（イラスト） （2022年5月、竹書房） ISBN 978-4801931091

### 翻訳
- 『クイーンズライク詩集』（1998年 シンコー・ミュージック・エンタテイメント）

### 連載
- 『落語の目利き』（2011年～2021年10月、週刊ポスト（小学館））

## 関連書籍
- 『らくごころ ~落語心～ 十人のキーパーソンに訊く演芸最前線』写真：橘蓮二、執筆：入江弘子、阿久根佐和子、松尾美矢子 （2016年1月、ぴあ）ISBN 9784835628738